# The Geese and the Ghost
| Críticas profissionais | Críticas profissionais |
| Avaliações da crítica  | Avaliações da crítica  |
| Fonte                  | Avaliação              |
| ---------------------- | ---------------------- |
| Allmusic               | [ 1 ]                  |

The Geese and the Ghost é o primeiro álbum solo do ex-guitarrista do Genesis, Anthony Phillips e foi lançado em 1977.

## Produção
Em 1969, pouco antes de uma extensa turnê para Genesis, Phillips e o baixista Mike Rutherford escreveram uma boa parte das músicas, gravando o material em uma fita, a fim de preservar um registro da obra. Entre as faixas, foi uma peça intitulada "D" Instrumental", uma canção que viria a ser faixa-título do álbum. Após sua saída do Genesis em 1970, Phillips escreveu muitas das canções que acabaria por constituir o resto do álbum. Phillips, neste momento tornou-se mais interessado em seus estudos musicais e trabalhar o material que foi posto de lado até 1973, quando ele procurou Rutherford para trabalhar em pequenos projetos, incluindo uma versão em perspectiva single, "Silver Song" / "Only Your Love", que incluía o baterista Phil Collins do Genesis nos vocais. 
Sempre visando o projeto do álbum para ser uma colaboração com Rutherford, entretanto foi difícil que os dois pudessem trabalhar juntos por causa do horário de Rutherford no Genesis durante a gravação de seu álbum duplo The Lamb Lies Down on Broadway. 
Com o álbum quase acabado em 1976, a Charisma Records, em última instância decidiu contra a sua liberação, deixando Phillips sem o financiamento para concluir a gravação. Após reuniões com a Virgin, Phillips colocou o material de lado e se concentrou em sua carreira florescente na biblioteca de música e outros projetos. Em outubro de 1976, no entanto, a palavra veio que gravadora estadunidense Passport Records estava interessada em lançar o álbum. Isto deu a Phillips o impulso que precisava para completar o álbum. Ainda sem encontrar um distribuidor no Reino Unido, Phillips e o gerente Genesis Tony Smith criou o "Hit & Run", a fim de garantir uma versão britânica para o álbum.

## Lista de canções
Tocas as canções foram escritas por Philips, exceto onde notado com *, que foram escritas por Phillips e Rutherford
| - Disco um do relançamento em CD duplo Lado A do vinil 1. Wind-Tales - 1:02 2. Which Way The Wind Blows - 5:51 3. Henry: Portraits From Tudor Times* - 14:02 1. Fanfare - 0:26 2. Lute’s Chorus - 2:00 3. Misty Battlements - 1:15 / Lute's Chorus Reprise - 0:52 4. Henry Goes To War - 3:35 5. Death of A Knight - 2:33 6. Triumphant Return - 1:46 4. God If I Saw Her Now - 4:09 Lado B do vinil 1. Chinese Mushroom Cloud* - 0:46 2. The Geese And The Ghost* - 15:40 1. Part I - 8:01 2. Part II - 7:39 3. Collections - 3:07 4. Sleepfall: The Geese Fly West - 4:33 | 1. Master of Time (demo) - 7:37 2. Title Inspiration - 0:31 3. The Geese & The Ghost - Part One* (basic track) (7:46) 4. Collections link (0:39) 5. Which Way The Wind Blows (basic track) (6:25) 6. Silver Song (Geese sessions) (4:22) 7. Henry: Portraits From Tudor Times* (basic track) (5:37) 1. Fanfare 2. Lute's Chorus 3. Lute's Chorus Reprise 4. Misty Battlements 8. Collections (demo) (4:14) 9. The Geese & The Ghost - Part Two* (basic track) (7:30) 10. God If I Saw Her Now (basic track) (4:15) 11. Sleepfall (basic track) (4:22) 12. Silver Song (unreleased single version, 1973) (4:14) |

O trecho Lute's Chorus Reprise de Henry (que foi retirado do lançamento original do álbum) está incluído apenas na edição remasterizada em CD duplo.

O relançamento em CD de 1990 da Virgin incluiu a versão demo de "Master of Time" (gravada em agosto de 1973) como uma faixa bônus.

## Créditos
- Anthony Phillips: Violão de doze cordas, violão de seis cordas, guitarra de seis e doze cordas, baixo, saltério dos apaches, bouzouki, sintetizadores, Mellotron, harmônio, piano, órgão, celesta, bateria, glockenspiel, timbales, sinos e carrilhões, gongo. Vocal em Collections.
- Michael Rutherford: Violão de doze cordas, violão de seis cordas, guitarra de seis e doze cordas, baixo, órgão, bateria, timbales, glockenspiel, címbalos, sinos.
- Phil Collins: Vocal em Which Way The Wind Blows e God If I Saw Her Now.
- Rob Phillips: Oboé
- Lazo Momchilovich: Oboé, corne inglês
- John Hackett: Flauta
- Wil Sleath: Fluta, flauta barroca, flauta doce, flautim
- Jack Lancaster: Flauta, lyricon
- Charlie Martin: Violoncelo
- Kirk Trevor: Violoncelo
- Nick Hayley e amigos: Violinos
- Martin Westlake: Tímpano
- Tom Newman: Hecklephone e bulk eraser
- Viv McAuliffe: Vocais em God If I Saw Her Now
- Send Barns Orchestra e Barge Rabble conduzidos por Jeremy Gilbert
- Ralph Bernascone: Solista
- David Thomas: Violão (em Master of Time)
- Ronnie Gunn: Harmônio (em Master of Time)[3]